# Heckscher Museum of Art
Heckscher Museum of Art  (Muzeum Sztuki im. Heckschera) – muzeum sztuki w Huntington, otwarte w 1920 roku. Kolekcja muzeum, licząca około 2500 eksponatów, obejmuje głównie dzieła sztuki europejskiej i amerykańskiej XIX i XX-wieku.

## Historia
W 1920 roku amerykański przemysłowiec i przedsiębiorca budowlany niemieckiego pochodzenia, August Heckscher otworzył dla mieszkańców miasta Huntington i okolic muzeum i park. Prowadzone przez jego prywatną fundację muzeum miało w swych zbiorach dzieła malarzy europejskich, takich jak Lucas Cranach starszy, François Girardon i Henry Raeburn oraz amerykańskich, takich jak Edward i Thomas Moran, Ralph Albert Blakelock i George Inness. W okresie wielkiego kryzysu sytuacja finansowa muzeum pogorszyła się, a jego zbiory były dostępne w ograniczonym zakresie. W latach 40. dzięki wysiłkom mieszkańców miasta Huntington, jego władz oraz lokalnych działaczy sytuacja uległa poprawie. W 1954 roku muzeum przeszło na własność miasta. W 1957 roku miasto przekazało zarządzanie placówką radzie powierniczej nowo utworzonej organizacji non-profit, dzięki czemu nastąpił rozwój kolekcji oraz działalności wystawienniczej i edukacyjnej. W 1962 roku na stanowisku dyrektora została zatrudniona Eva Ingersoll Gatling (zm. 2000). Podczas jej 16-letniej kadencji dzięki zakupom nastąpił dalszy wzrost kolekcji, a muzeum organizowało 5 dużych wystaw rocznie. Zyskało status jednego z najświetniejszych regionalnych muzeów Ameryki. W jego zbiorach pojawiły się prace takich artystów jak: George’a Grosza (w tym obraz Zaćmienie słońca, który stał się ozdobą kolekcji) i Artura Garfielda Dove’a. Gatling była tą, która odkryła na nowo twórczość Helen Torr. W 2007 roku rozpoczęto projekt renowacji budynku muzeum i modernizacji jego sal wystawowych. Projekt wykonała firma Centerbrook Architects and Planners. W efekcie prac renowacyjnych, zakończonych wiosną 2008 roku, przywrócono cztery pierwotne galerie i hol wejściowy. W galeriach usunięto sufity podwieszane, zasłaniające światło dzienne, usunięto pierwotne szklane panele, zainstalowano nowy system oświetlenia ekspozycji i przywrócono detale architektoniczne, a pokryte tkaniną ściany zastąpiono białymi płytami gipsowo-kartonowymi. W holu zbudowano nową recepcję. Wymieniono dach budynku oraz oczyszczono wapienną okładzinę ścian zewnętrznych.

## Zbiory
Kolekcja Heckscher Museum of Arts obejmuje 500 lat historii sztuki ze szczególnym akcentem na sztukę XIX i XX wieku. Kolekcja liczy obecnie około 2500 dzieł amerykańskich i europejskich artystów.

### Malarstwo europejskie

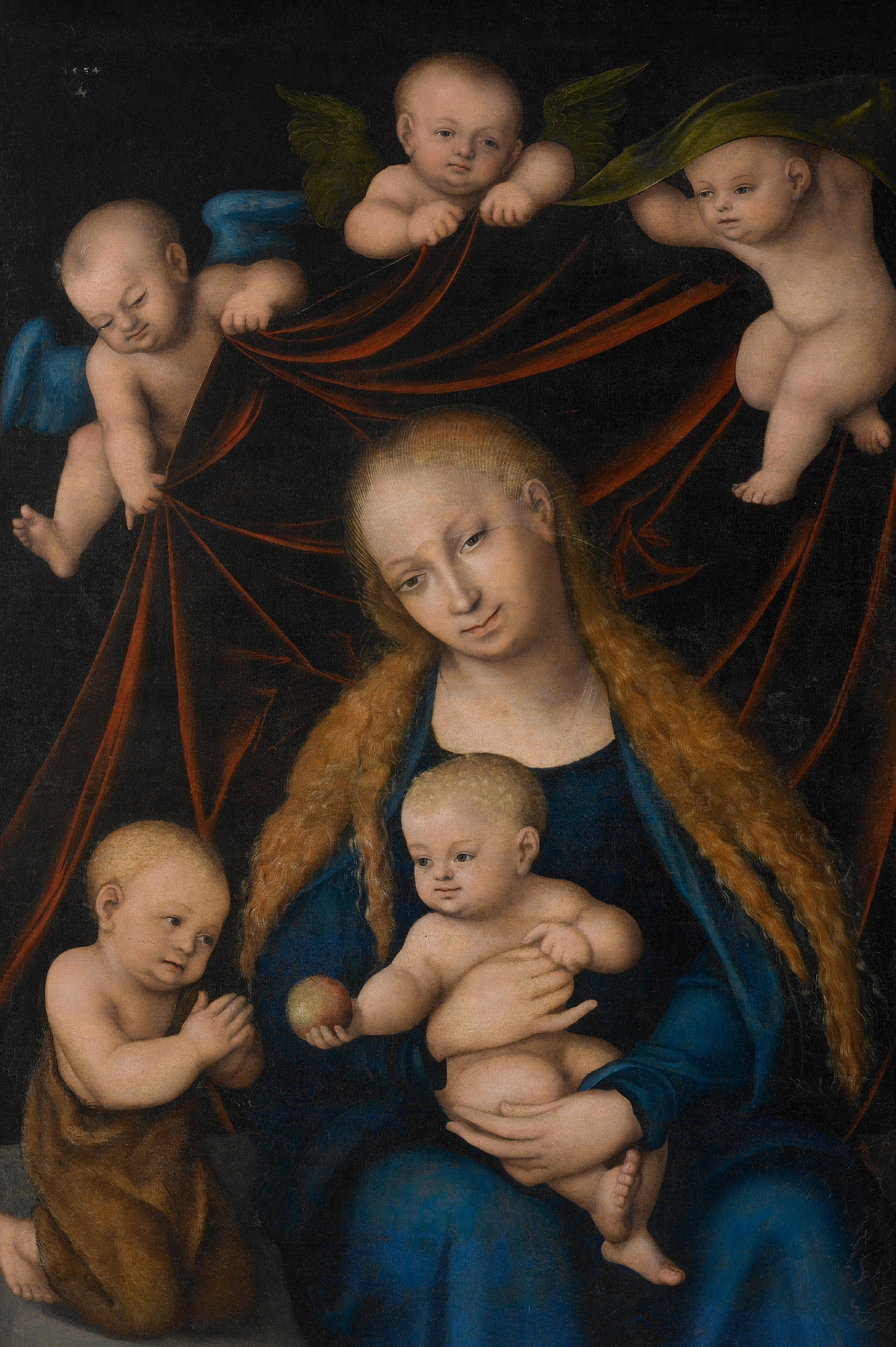
Lucas Cranach starszy, Madonna z Dzieciątkiem, św. Janem Chrzcicielem i aniołami, 1534

Pierwszym znaczącym dziełem w kolekcji był obraz Madonna z Dzieciątkiem, św. Janem Chrzcicielem i aniołami pędzla Lucasa Cranacha starszego z 1534 roku. XVIII-wieczne malarstwo europejskie reprezentują obrazy holenderskie i włoskie oraz portrety angielskie, w tym dzieła Williama Beecheya, zaś XIX-wieczne – prace takich artystów jak: Eugène Boudin, Gustave Courbet i Jean-Léon Gérôme.

### Malarstwo amerykańskie

#### Malarstwo pejzażowe
Kolekcję XIX-wiecznego amerykańskiego malarstwa pejzażowego tworzą obrazy Frederica Edwina Churcha, Ashera Browna Duranda, George’a Innessa, Alberta Bierstadta, Ralpha Alberta Blakelocka, Alfreda Thompsona Brichera, Samuela Colmana, pejzażystów rodziny Moran i Winslowa Homera.

#### Modernizm
Amerykański modernizm reprezentują obrazy takich artystów jak: Georgia O’Keeffe, Oscar Bluemner, Charles Demuth, Guy Pène du Bois, Rockwell Kent, John Marin, Charles Sheeler, Joseph Stella i Max Weber. Znaczącą część tego działu stanowią prace trzech artystów mieszkających działających w Huntington: Arthura Garfielda Dove’a (w latach 1924–1946) i jego żony Helen Torr (w latach 1924–1967) oraz niemieckiego artysty George’a Grosza (w latach 1947–1959), po którym pozostało 15 obrazów i grafik.

### Sztuka abstrakcyjna
Sztukę abstrakcyjną reprezentują prace Ilyi Bolotowskiego i jego żony Esphyr Slobodkiny, założycieli ugrupowania American Abstract Artists. W kolekcji znajduje się ponad 100 obrazów, akwarel, rysunków i grafik Bolotowskiego oraz 65 obrazów, akwarel, kolaży i rysunków Slobodkiny. Inni artyści, których prace są obecne w tym dziale to, między innymi: Josef Albers, Richard Anuszkiewicz, Salvador Dalì, Stuart Davis, Elaine de Kooning, Red Grooms, Marsden Hartley, Fernand Léger, Seymour Lipton, Henry Moore, Jules Olitski, Fairfield Porter i Jane Wilson.

### Fotografia
Na dział fotografii składają się prace Berenice Abbott, Larry’ego Finka i Eadwearda Muybridge’a oraz zbiór 10 rayografów Electricité Mana Raya z 1931 roku.

### Rzemiosło artystyczne
Rzemiosło artystyczne reprezentują wyroby Louisa Comforta Tiffany’ego.